# کش دال
آرکیشا آنتوانت نایت (به انگلیسی: Arkeisha Antoinette Knight) (زادهٔ ۱۴ مارس ۱۹۹۳)، که بیشتر با نام هنری کش دال (به انگلیسی: Kash Doll) شناخته می شود، یک رپر آمریکایی است که با ریپابلیک رکوردز قرار داد را امضاه کرده است.

## اوایل زندگی
کش دال در دیترویت، میشیگان به دنیا آمده و در آنجا بزرگ شده است، او بزرگترین فرد در بین فرزندان خانواده است، وی در سن جوانی مشغول به کار شد تا بتواند مادر، خواهر و برادرانش را حمایت کند. او از کودکی به موسیقی هیپ هاپ علاقه داشت و فری استایل و شعر سرایی رپ انجام می‌داد.